# Asad Schwarz

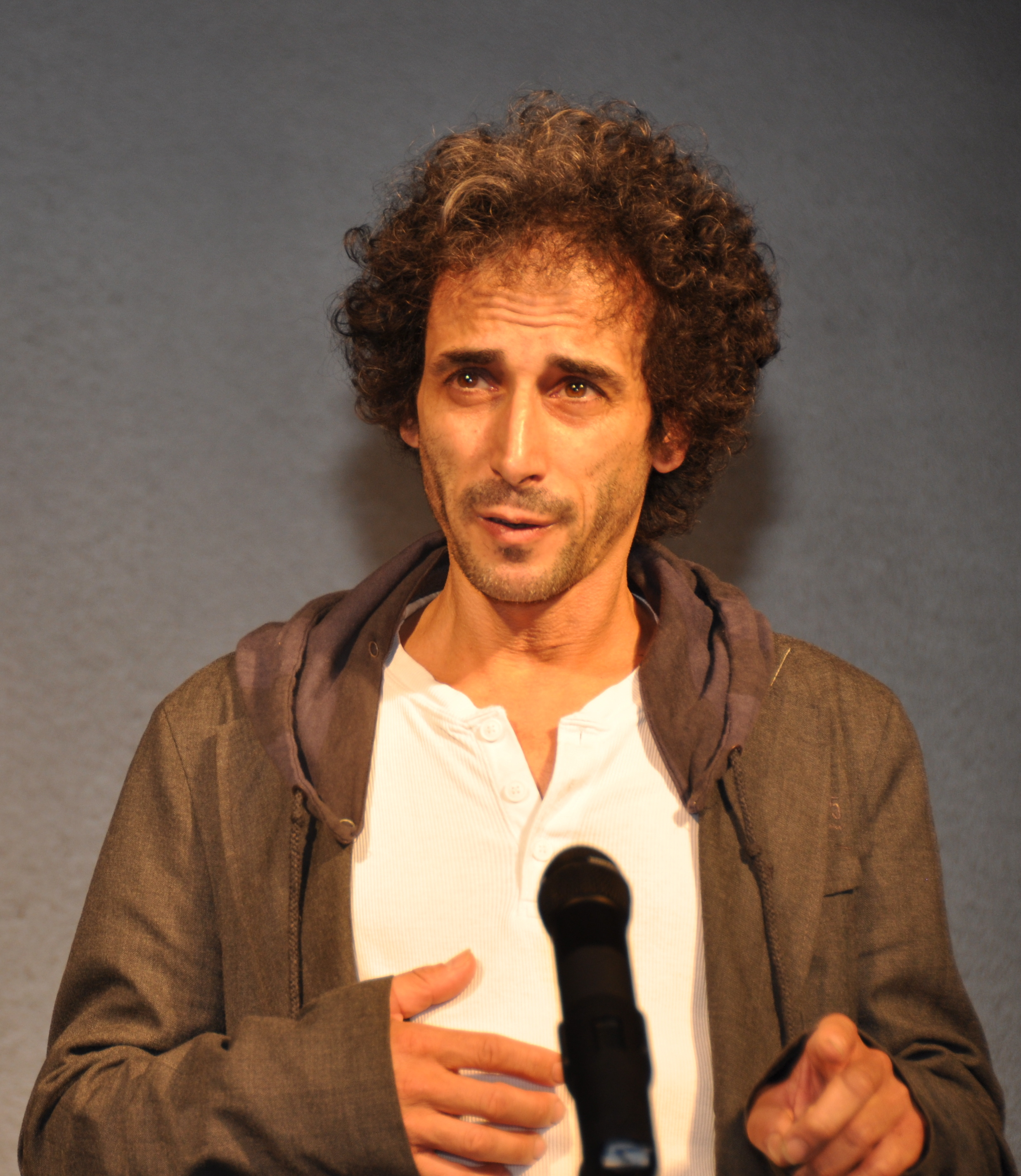
Asad Schwarz

Asad Schwarz, auch Asad Schwarz-Msesilamba (* 1963 in Ost-Berlin), ist ein deutscher Schauspieler, Hörspielsprecher und Synchronsprecher.

## Leben
Schwarz wurde 1963 im Osten des geteilten Berlins geboren. Nach einer Ausbildung zum Koch und dem obligatorischen Dienst in der NVA absolvierte er von 1984 bis 1990 eine zweite Ausbildung an der Hochschule für Schauspielkunst „Ernst Busch“ Berlin. Ab 1992 gastierte er in Rostock, Berlin, Erfurt und Bruchsal. 1996 wechselte er an das Schauspiel Hannover. Von 2000 bis 2009 hat er als festes Ensemblemitglied des Thalia Theaters in Hamburg gearbeitet, mit Regisseuren wie zum Beispiel Jürgen Kruse oder Annette Pullen. Des Weiteren ist er in einigen Fernseh- und Filmproduktionen zu hören und zu sehen. Schwarz hat schon mehr als 350 Sprechrollen in Serien und Filmen übernommen.

## Wirken
Ab 1992 war Asad Schwarz in Erfurt, Berlin, Bruchsal und Rostock unter der Regie von Eckehard Emig, Annett Wöhlert, Marcus Lachmann, Daniel Call und Christina Emig-Könning angestellt. Im Jahr 1996 erfolgte der Wechsel ans Schauspiel Hannover, wo er in Inszenierungen von Andreas Kriegenburg, Mark Zurmühle, Michael Talke, Erich Siedler und Tilman Gersch zu sehen war. Von 2000 bis 2009 arbeitete er als festes Ensemblemitglied des Thalia Theaters Hamburg mit Regisseuren wie Jürgen Kruse, Krystian Lupa, Annette Pullen, Andreas Kriegenburg, Stefan Kimmig, Stefan Moskow, Alice Zandwijk, David Bösch, Christiane Pohle, Andrea Udl, Dimiter Gotscheff, Jorinde Dröse, Jette Steckel, Corinna Sommerhäuser und Henning Bock zusammen. Darüber hinaus ist er seit 1986 in verschiedenen Film und Fernsehproduktionen zu sehen und als Synchronsprecher zu hören. Am Deutschen Theater spielte Asad Schwarz-Msesilamba unter anderem den Davison/Graf Aubispine in Maria Stuart von Friedrich Schiller unter der Regie von Stephan Kimmig.
Seit Folge 2 der Hörspielserie Foster von Oliver Döring, die im April 2016 veröffentlicht wurde, spricht Asad Schwarz den Hacker Sniffer.

## Filmografie (Auswahl)
- 1988: Der Eisenhans
- 1988, 1990: Der Staatsanwalt hat das Wort (Fernsehserie, verschiedene Rollen, 2 Folgen)
- 1990: Über die Grenzen
- 1993: Adamski
- 1995: Polizeiruf 110: Schwelbrand
- 1997: Für alle Fälle Stefanie (Fernsehserie, Folge Tanzen auf dem Seil)
- 2000: Wolffs Revier (Fernsehserie, Folge Katz und Maus)
- 2001: Bronski und Bernstein (Fernsehserie, Folge Liebestöter)
- 2009: Unter anderen Umständen – Auf Liebe und Tod
- 2010: Alarm für Cobra 11 – Die Autobahnpolizei (Fernsehserie, Folge Der Anschlag)
- 2011: Unter Verdacht (Fernsehreihe, Folge Die elegante Lösung)
- 2017: Tatort: Wacht am Rhein
- 2019: Systemsprenger
- 2019: Gasmann
- 2022: Ein Sommer auf Langeoog (Fernsehreihe)
- 2023: Tatort: Vergebung
- 2023: Helen Dorn: Der kleine Bruder
- 2024: Die Notärztin (Fernsehserie, Folge Zuhause)
- 2025: Dünentod – Tödliche Geheimnisse
- 2025: Polizeiruf 110: Widerfahrnis

## Sprechrollen (Auswahl)
Ja Rule
- 2001: The Fast and the Furious als Edwin
- 2002: Halbtot – Half Past Dead als Nicolas ‘Nick’ Frazier
- 2013: I’m in Love with a Church Girl als Miles Montego

Snoop Dogg
- 2001: Training Day als Blue
- 2015: Pitch Perfect 2 als Snoop Dogg

### Filme
- 1998: Eis – Wenn die Welt erfriert – Flex Alexander als Kelvin
- 1999: Matrix – Matt Doran als Mouse
- 2002: The New Guy – Eddie Griffin als Luther
- 2004: Eurotrip – Scott Mechlowicz als Scott Thomas
- 2012: Lockout – Joseph Gilgun als Hydell
- 2015: Fast & Furious 7 – Romeo Santos als Mando
- 2015: Little Gangster – Henry van Loon als Paul
- 2015: Mune – Der Wächter des Mondes – Brian Drummond als Spleen
- 2016: Rogue One: A Star Wars Story – Donnie Yen als Chirrut Îmwe
- 2019: Ad Astra – Zu den Sternen – Greg Bryk als Chip Garnes
- 2019: Gemini Man – Diego Adonye als Henrys Vater
- 2020: Birds of Prey: The Emancipation of Harley Quinn – Chris Messina als Victor Zsasz
- 2021: Spider-Man: No Way Home – Hannibal Buress als Coach Wilson
- 2023: Murder Mystery 2 als Maharajah Vikram Govindan
- 2023: Teenage Mutant Ninja Turtles: Mutant Mayhem – Hannibal Buress als Genghis Frog
- 2025: Köln 75 – John Magaro als Keith Jarrett
- 2025: Schneewittchen – George Appleby als Quigg

### Serien
- 1994: Eine fröhliche Familie – Nobuo Tobita als Theodore 'Laurie' Laurence
- 2002–2007: Naruto (Manga) – Hiromichi Kogami als Idate Morino
- 2003: Gin Tama – Kenichi Suzumura als Okita Sougo
- 2006: Ouran High School Host Club – Mamoru Miyano als Tamaki Suō
- 2008: McLeods Töchter als Ben Hall
- 2006–2011, 2014: Grey’s Anatomy – Moe Irvin als Tyler Christian
- 2007–2017: Naruto Shippuden – Utakata & Tobi
- 2011–2013: Misfits – Joseph Gilgun als Rudy Wade
- 2013–2014: Legit – DJ Qualls als Billy Nugent
- 2015: Noragami – Hiroshi Kamiya als Yato
- 2016: Bungo Stray Dogs – Hiroshi Kamiya als Ranpo Edogawa
- 2016: Free! – Tatsuhisa Suzuki als Makoto Tachibana
- 2016: Haikyu!! – Subaru Kimura als Satori Tendou
- 2016: Servamp – Ryōhei Kimura als Lawless
- 2016–2017: The Cleveland Show – Kevin Michael Richardson als Cleveland Brown Jr.
- 2017: The End of the F***ing World – Alex Sawyer als Topher
- 2017–2019: Designated Survivor – Paulo Costanzo als Lyor Boone
- 2017–2021: Black Clover – Masayuki Akasaka als Rades Spirito
- 2018: The Boss Baby: Wieder im Geschäft – Jake Green als Kater Calico
- 2019–2021: DuckTales als Dijon
- 2020: Ratched – Jon Jon Briones als Dr. Richard Hanover
- 2021/2024: Arcane – Jason Spisak als Silco
- 2023: Navy CIS: Hawaiʻi – Catero Colbert als Kenny Sparks

## Hörbücher (Auszug)
- 2022: Amets Arzallus, Ibrahima Balde: Kleiner Bruder – Die Geschichte meiner Suche (Audible/Suhrkamp Audio, Gelesen von Asad Schwarz-Msesilamba)